# Hesiquio de Alejandría
Hesiquio de Alejandría (en griego antiguo Ἡσύχιος Hêsýkhios) fue un gramático alejandrino (probablemente del siglo V) que compiló el mejor diccionario de palabras griegas inusuales y obscuras que se ha conservado (en un solo manuscrito del siglo XV). 

## Biografía
Su diccionario incluye aproximadamente quince mil entradas, una copiosa lista de palabras, formas y frases peculiares, con una explicación de su significado, y a menudo con una referencia al autor que las usó o al distrito de Grecia donde fueron corrientes. Por tanto, el libro es de gran valor para los estudiosos de los dialectos griegos, especialmente en la restauración de los textos de autores clásicos en general, y especialmente de escritores tales como Esquilo y Teócrito, que usaban muchas palabras inusuales. Hesiquio no es solo importante para la filología griega sino también para el estudio de lenguas muertas (como el tracio y el antiguo macedonio) y la reconstrucción del protoindoeuropeo.
Las explicaciones de Hesiquio para muchos epítetos y frases revelan también muchos datos importantes sobre la religión y la vida social de los antiguos.
En una carta preliminar Hesiquio menciona que su diccionario está basado en el de Diogeniano (a su vez extraído de una obra anterior de Pánfilo), pero que también ha usado obras parecidas de Aristarco de Samotracia, Apión, Heliodoro y otros.
Hesiquio fue probablemente un judío y no un pagano, ya que lo llaman también el Hebreo. Explicaciones de palabras de Gregorio de Nacianzo y otros escritores cristianos (glossae sacrae) son interpolaciones posteriores.

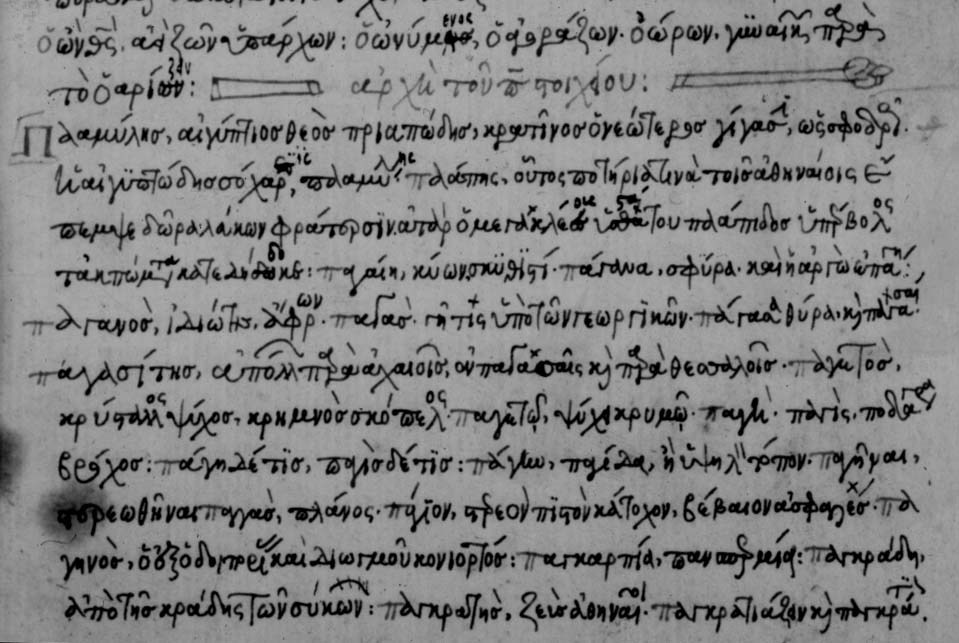
Imagen de una pág. del manuscrito: comienzo de la parte dedicada a las expresiones cuya inicial es la letra pi.

El diccionario sobrevive en un manuscrito del siglo XV muy deteriorado, que se conserva en la biblioteca de San Marco en Venecia (Marc. Gr. 222, siglo XV). La mejor edición es la de Moriz Wilhelm Constantin Schmidt (1858-1868), pero no se ha publicado ninguna edición comparada completa del manuscrito desde que lo imprimió por primera vez Marco Musuro (en la imprenta de Aldo Manucio) en Venecia, 1514 (reimpreso en 1520 y 1521 con revisiones).
Bajo el auspicio de la Academia Danesa de Copenhague se ha publicado una edición moderna intermitentemente desde 1953: desde alfa a omicrón ya se ha publicado.